# Mănăstirea Plăviceni
Mănăstirea Plăviceni, cunoscută și sub denumirea de Mănăstirea Alunișul, este o mănăstire de călugări cu hramul Sfântul Arhanghel Mihail, important monument arhitectonic din Țara Românească a epocii lui Matei Basarab, astăzi aflat în fază de reconstrucție.

## Amplasare
Ruinele mănăstirii sunt situate în lunca inundabilă a Oltului pe raza satului Dudu aparținând administrativ comunei Plopii-Slăvitești din județul Teleorman, la aproximativ 33 de km NV de Turnu Măgurele și 30 de km sud de localitatea Drăgănești-Olt.

## Arhitectură
Aflată astăzi într-o avansată stare de ruină, arhitectura inițială se relevă numai din resturile bisericii, ale zidurilor de incintă și turnului clopotniță, precum și din datele obținute în urma săpăturilor arheologice efectuate între anii 1995-2000.

### Biserica „Arhanghelul Mihail”
Este construită pe un plan treflat, specific arhitecturii mănăstirești a epocii când a fost ctitorită. Impunătoare și bine proporționată, are dimensiunile medii de 20,5 m lungime și 6,5 m lățime în dreptul absidelor laterale. În pronaos au fost dezgropate trei morminte cu criptă, probabil aparținând ctitorilor. Zidul ce despărțea naosul de pronaos este de masiv străpuns de o deschizătură. Pictura murală interioară, aflată și ea într-o stare deplorabilă, încă mai păstrează porțiuni din cea originală, atenția fiind atrasă de fresca votivă care, în urma studierii atente de către specialiști, surprinde un adevărat album genealogic al familiei ctitorului (Paul Cernovodeanu „Mănăstirea Plăviceni-Olt - un monument "genealogic" vitregit” în „Arhiva genealogică”, nr. 3-4, 1994, p. 43-60). Pe exterior, lăcașul de cult, era înconjurat de un brâu de cărămizi așezate în formă de dinți. Portalul intrării se remarcă printr-un ancadrament ornat cu o superbă decorație litică ce imită sculptura în lemn. Interesant este că pridvorul, astăzi dispărut în întregime, pare a fi contemporan cu biserica fapt neobișnuit pentru arhitectura acelei perioade.

### Zidul de incintă și turnul-clopotniță
Păstrat fragmentar, zidul de incintă urma un plan hexagonal. Accesul în complex se făcea printr-un impozant turn-clopotniță, situat pe mijlocul laturii scurte de sud-vest a incintei. Construcția, pe plan pătrat, avea trei nivele, ultimul fiind probabil destinat clopotelor.

### Stăreția și chiliile
Pe latura de vest a incintei, în exterior, se localizează ruinele stăreției. Forma construcției este trapezoidală, având, pe fațada estică, ce da înspre curtea interioară a mănăstirii un volum care adăpostea gârliciul pivniței și posibil un foișor căruia îi era alipită scara de acces la nivelul de locuit. Pivnița era compartimentată în două nave lungi de stâlpii de susținere. În zona de sud a acesteia se se pare că ar fi existat și o a treia compartimentare cu ziduri pline. Chiliile au fost construite pe zidurile de nord și de sud, aceste din urmă având dimensiuni mai mari

## Istoric
Frumoasa pisanie, păstrată intactă in situ, arată că lucrările de construcție au fost terminate în data de 2 mai 1648 pe moșiile și cu cheltuiala marelui vornic Dragomir Dobromirescul, fiul vestitului Dobromir, mare ban al Craiovei și a soției sale Elina, fiica lui Radu, clucerul din Brâncoveni, rudă cu voievodul Matei Basarab. Săpăturile arheologice indică faptul că lăcașul de cult ctitorit de Dragomir vornicul a fost ridicat peste o altă fundație de biserică probabil de lemn, cu absida altarului nedecroșată, aparținând veacului al XVI-lea. Într-unul din mormintele necropolei aparținând acestei prime faze, a fost găsită o monedă de argint, emisă de Maximilian al II-lea, împăratul romano-german, în anul 1573.
La moartea ctitorului, în 1652, în lipsa urmașilor, mănăstirea este înzestrată cu toate averile acestuia, trecând în îngrijirea rudei sale Radu Crețulescu care avea moșii în zonă.
Mănăstirea este menționată în numeroase acte ale secolelor XVII, XVIII și în catagrafiile din secolul al XIX-lea, aici fiind consemnat ca egumen Ieremia Cacavela, unul din mentorii domnitorului Moldovei, Dimitrie Cantemir. Lucrări de refacere au fost întreprinse probabil la sfârșitul secolului XVII sau la începutul celui următor, când au fost adăugate chliile și anexa situate pe zidul de sud al incintei.
În urma cutremurului din 1802 complexul este probabil dărâmat în întregime. Ulterior, în 1815 fresca este repictată și sunt executate câteva lucrări de refacere, însă este desființată ca manăstire căci, într-un act din 15 ianuarie 1820, apare ca biserică de mir metoh al bisericii Kretzulescu din București.
În anul 1926, vizitând zona, istoricul Ioan Constantin Filitti menționa că a găsit [...]în stare de ruină zidurile înconjurătoare al mănăstirii de altă dată și biserica, frumos exemplar de biserică mare din vremea lui Matei vodă, rămasă fără geamuri, complet golită de mobilier, dar plină de moloz în urma recentei prăbușiri a turlei principale și gata a primi ploaia și zăpada. O priveliște jalnică. (I.C. Filitti „Ctitorii de la Plăviceni-Olt și neamul doamnei Stanca”, în: „Arhivele Olteniei”, VI, 1927, p. 266).
Din 1995 până în 2000 au avut loc mai multe campanii de săpături arheologice inițiate de Muzeul Județean Teleorman cu scopul de a pune la dispoziția proiectantului informații privind planimetria construcțiilor acum dispărute, împreună cu elemente de arhitectură de detaliu și ansamblu, semnificative pentru evidențierea etapei de construire a monumentului, nivelurile de călcare și relațiile cronologice dintre diferitele construcții ale ansamblului. Cu ocazia acestor campanii au fost întreprinse și lucrări de restaurare și reconsolidare.
În anul 2002 aici se stabilesc cinci călugări în ideea de a reorganiza o viață monahală și a reclădi monumentul pentru a-l reda posterității.